# 기타카미정
기타카미정(北上町)은 일본 미야기현 북동부에 있던 태평양을 마주하고 있는 정이다. 2005년 4월 1일에 합병해, 이시노마키시가 되었다.

## 역사
조몬시대 패총 유적인 이즈미자와 패총에서 조몬토기 파편 등이 출토되었으며, 출토된 패류는 모두 해수산(海水産)으로 보아 추파만(追波灣)의 풍부한 해산물을 잡았음을 알 수 있다.
가마쿠라 시대에 이르러, 오슈 전투가 발발하자 오슈 후지와라씨 3대 후지와라 히데히라의 넷째 아들 후지와라 다카히라(藤原高衡)가 이 지역을 지배하에 있었다.  그러나 야마우치 슈토 씨는 11대에 걸쳐 모노군 북방을 다스린적 있지만, 카사이 무네키요에 의해서 멸망을 당한 후 카사이 씨가 이 지역을 다스리게 되었다. 그러나 카사이 가 16대 카사이 하루노부는 도요토미 히데요시에 의한 오다와라 정벌에 참전하지 않는 바람에 오슈 사치에 의해 영지가 몰수당하고 기무라 요시키요가 새로운 영주가 되지만, 또한 기무라 씨도 카사이 오사키 규에 의해 개역되고, 이 폭동을 진압한 다테 마사무네가 이 영토를 다스리게 되었다. 
- 1889년 4월 1일 - 정촌제 시행과 함께 현재의 정역인 하시우라촌과 주산하마촌이 성립하였다.
- 1955년 3월 31일 - 하시우라촌과 주산하마촌과 합병해 기타카미촌이 되었다.
- 1962년 4월 1일 - 정으로 승격하였다.
- 2005년 4월 1일 - 이시노마키시, 모노정, 가난정, 가호쿠정, 오가쓰정, 오시카정과 합병해 새로운 이시노마키시가 되었다

## 지역
- 2004년 7월 31일 시점에서의 세대수는 1,125세대였다.

## 경제

### 산업
- 산업별 취업 인구
  - 1차 산업: 319명 (14.9%)
  - 제2차 산업 : 1,000명 (46.8%)
  - 제3차 산업: 816명 (38.3%)

## 교통

### 철도
동네에 철도 노선은 없다. 철도를 이용할 경우 가장 가까운 역은 동일본 여객철도 게센누마 선 리쿠젠토쿠라 역으로 경유해야한다.

### 도로
- 국도 398호선